# Liste der Fahnenträger der südsudanesischen Mannschaften bei Olympischen Spielen
Die Liste der Fahnenträger der südsudanesischen Mannschaften bei Olympischen Spielen listet chronologisch alle Fahnenträger südsudanesischer Mannschaften bei den Eröffnungs- (EF) und Abschlussfeiern (AF) Olympischer Spiele auf.

## Liste der Fahnenträger
| Mannschaft             | Veranstaltung | Fahnenträger (EF) | Fahnenträger (AF) |
| ---------------------- | ------------- | ----------------- | ----------------- |
| 2016 in Rio de Janeiro | Sommerspiele  | Guor Marial       | Guor Marial       |
| 2020 in Tokio          | Sommerspiele  | Lucia Moris       | Abraham Guem      |
| 2020 in Tokio          | Sommerspiele  | Abraham Guem      | Abraham Guem      |
| 2024 in Paris          | Sommerspiele  | Lucia Moris       | Abraham Guem      |
| 2024 in Paris          | Sommerspiele  | Kuany Ngor Kuany  | Abraham Guem      |

Anmerkung: (EF) = Eröffnungsfeier, (AF) = Abschlussfeier

## Statistik
| Rang    | Sportart       | EF | AF | ∑ |
| ------- | -------------- | -- | -- | - |
| 1       | Leichtathletik | 4  | 3  | 7 |
| 2       | Basketball     | 1  | 0  | 1 |
| Gesamt: | Gesamt:        | 5  | 3  | 8 |

| Rang                   | Sportart | EF | AF | ∑ |
| ---------------------- | -------- | -- | -- | - |
| bisher keine Teilnahme |          |    |    |   |
| Gesamt:                | Gesamt:  | 0  | 0  | 0 |

| Rang    | Sportart       | EF | AF | ∑ |
| ------- | -------------- | -- | -- | - |
| 1       | Leichtathletik | 4  | 3  | 7 |
| 2       | Basketball     | 1  | 0  | 1 |
| Gesamt: | Gesamt:        | 5  | 3  | 8 |